# Sporobolus clandestinus
Sporobolus clandestinus là một loài thực vật có hoa trong họ Hòa thảo. Loài này được (Biehler) Hitchc. miêu tả khoa học đầu tiên năm 1908.

## Hình ảnh

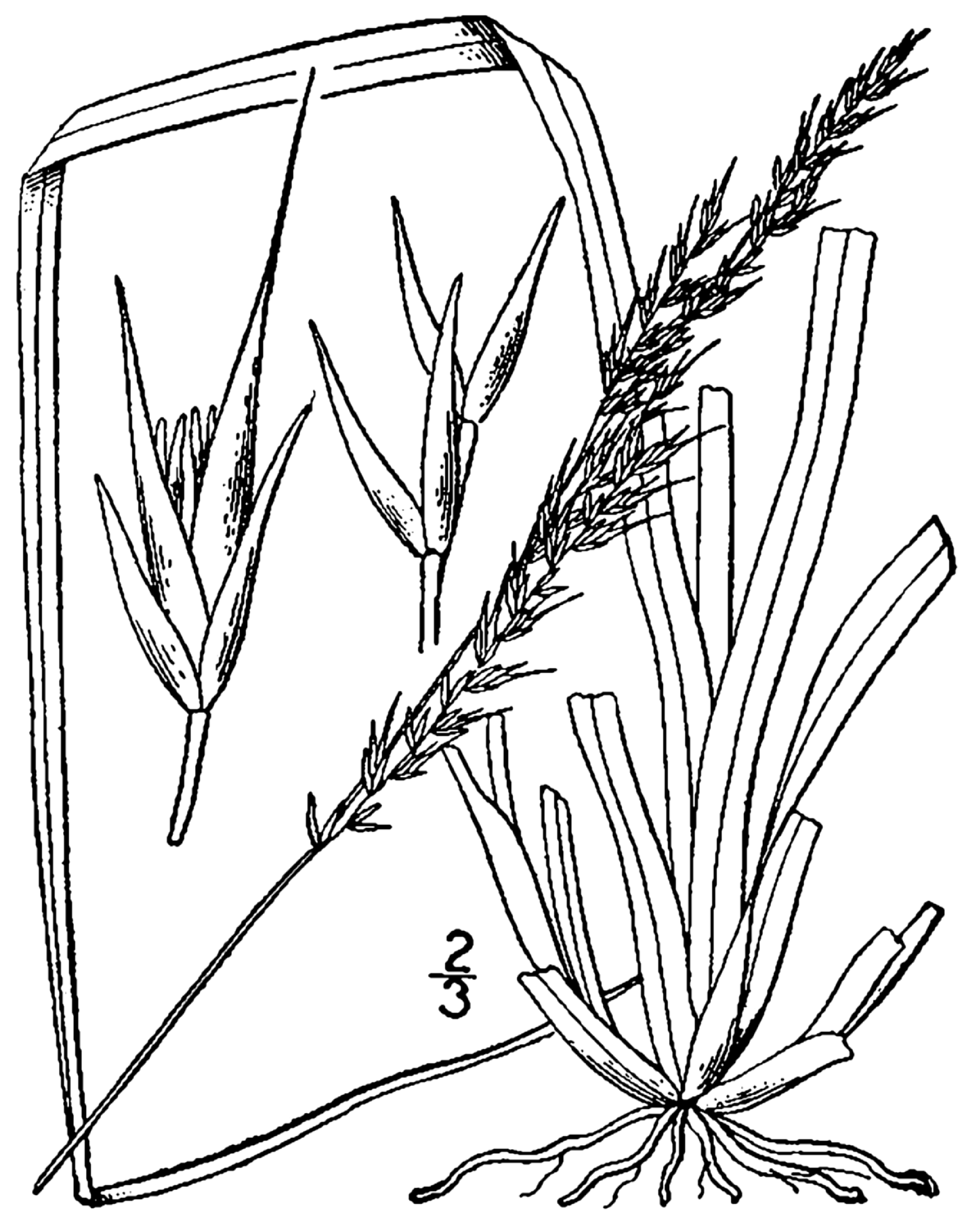